# Composé binaire
En chimie, un composé binaire est un composé chimique combinant deux éléments.
- À l'état gazeux[a], les composés binaires sont constitués de molécules.
- À l'état solide ou liquide, les composés binaires peuvent :
  - être constitués de molécules ; c'est notamment le cas de l'eau H2O et du dioxyde de carbone CO2, ainsi que de la plupart des composés organiques comme le tétrachlorométhane CCl4 ou les hydrocarbures ;
  - ou bien constituer un ensemble tridimensionnel, sans individualisation de groupes d'atomes ; c'est notamment le cas d'une majorité de composés minéraux comme la silice SiO2 (dont les atomes sont solidarisés par des liaisons covalentes) ou le chlorure de sodium NaCl (dont les atomes sont ionisés, et solidarisés par des liaisons ioniques).
- En solution dans un liquide polaire comme l'eau, les composés binaires peuvent être :
  - formés de molécules dispersées dans le liquide ; c'est par exemple le cas de CO2 et CCl4 ;
  - dissociés en ions ; c'est notamment le cas des acides forts comme HCl et d'une grande majorité de sels comme NaCl (dissocié en ions Na+ et Cl−).